# Никольское (Славянский район)
Никольское (укр. Микільське) — село в Святогорской городской общине Краматорского района Донецкой области Украины.

## Общие сведения
Население по переписи 2001 года составляет 476 человек. Почтовый индекс — 84152. Телефонный код — 626.

## Современное состояние
Сейчас в селе есть действующий сельский клуб, а также Храм Владимирской иконы Божией Матери.
В 2014 году был открыт храм в честь иконы Пресвятой Богородицы «Владимирская» силами Святогорской Лавры в здании бывшей сельской школы, несколько лет назад закрытой Министерством образования. В дальнейшем в селе Никольском планируется в здании школы возобновление учебного процесса для детей начальных классов.

## Местная власть
84130, Донецкая область, Краматорский район, г. Святогорск, ул. Владимира Сосюры, 8.

## Известные уроженцы
- Гончаров, Николай Артёмович (1924—1945) — Герой Советского Союза.